# Георги Гугалов-старши
Георги Б. Гугалов-старши е бивш футболист, полузащитник. Играл е за Ударник (Пловдив), Локомотив (Септември) и Славия. Носител на купата на страната през 1963, 1964 и 1966 г. Вицешампион през 1959 и 1967 г., бронзов медалист през 1964, 1965 и 1966 г. В „А“ РФГ е изиграл 293 срещи. Полуфиналист за КНК през 1967 г., отбелязал е и 1 гол в този турнир през 1964 г. срещу Лозанаспорт. Има 6 мача и 1 гол за националния отбор.